# 滕讷斯贝格
滕讷斯贝格是德国巴伐利亚州的一个市镇。总面积46.55平方公里，总人口1486人，其中男性745人，女性741人（2011年12月31日），人口密度32人/平方公里。